# Erik Wanderley
Erik Wanderley (Minas Gerais, {20 de junho de 1977) é um lutador de jiu-jitsu e MMAbrasileiro.

## Carreira
Em 1998, ainda na faixa roxa, foi campeão mundial na categoria peso pesado.
Em 2001 foi campeão mundial a categoria faixa marrom peso pesado.
Em 2003 foi campeão mundial de jiu-jitsu na categoria faixa preta super pesado.
Em 2003 foi também sua estreia nas competições de MMA. Sua primeira luta foi no IFC - Global Domination em Denver, nos Estados Unidos, contra Mauricio Rua, sendo derrotado por nocaute técnico no segundo round.
Em 2005 venceu Rodrigo Riscado por finalização no primeiro round, no torneio Storm Samurai.
Em 2007 foi campeão da X Copa Leão Dourado de Jiu-Jitsu na categoria absoluto, vencendo por pontos na final o campeão brasileiro e pan-americano Carlos Português.

## Principais títulos
- Tricampeão mundial de Jiu-Jitsu (1998,[1] 2001, 2003[2])
- Campeão Brasileiro por equipes (2004)
- Vice-campeão mundial de Jiu-Jitsu (2001,[5] 2002[6])
- Tetracampeão brasileiro de Jiu-Jitsu (1998, 1999, 2001 e 2004)
- Bicampeão do Interestadual de Submission (2000, 2001)
- Campeão do Storm Samurai – Brasília (MMA) (2005)
- Campeão Mineiro Muay Thai (2005)
- Veterano do IFC e do Heat-FC (MMA)

## Cartel no MMA
| Resultado | Recorde | Oponente               | Tipo              | Evento                                   | Data                 | Round | Tempo | Local              |
| --------- | ------- | ---------------------- | ----------------- | ---------------------------------------- | -------------------- | ----- | ----- | ------------------ |
| Derrota   | 3-3     | Carlos Eduardo         | TKO               | IFC - International Fighter Championship | 29 de abril, 2011    | 3     | 1:24  | Recife, PE         |
| Vitória   | 3-2     | Eduardo Camaleão       | Nocaute técnico   | Brazil Fight 2                           | 14 de agosto, 2010   | 1     | 4:02  | Belo Horizonte, MG |
| Vitória   | 2-2     | Johnny Marcus          | Submission        | Brazil Fight                             | 13 de março, 2010    | 1     | N/A   | Belo Horizonte, MG |
| Vitória   | 1-2     | Rodrigo Gripp de Sousa | Submission        | Storm Samurai 8                          | 2 de julho, 2005     | 1     | N/A   | Brasília, DF       |
| Derrota   | 0-2     | Ebenezer Fontes Braga  | Decisão (Unanime) | Heat FC 2 - Evolution                    | 18 de dezembro, 2003 | 3     | 5:00  | Natal, RN          |
| Derrota   | 0-1     | Mauricio Rua           | TKO               | IFC - Global Domination                  | 6 de setembro, 2003  | 2     | 2:54  | Denver, Colorado   |